# Jakub Schwarz Trojan
Jakub Schwarz Trojan – často však jen Jakub S. Trojan (* 13. května 1927 Paříž, Francie) je český teolog a bývalý děkan Evangelické teologické fakulty Univerzity Karlovy. Je autorem knih a článků v odborných filozofických a teologických časopisech. Hlavním tématem jeho prací jsou otázky antropologie a sociální etiky, zejména pak problematika moci a občanské odpovědnosti.
Trojan je čestným členem Vědecké rady Karlovy univerzity, členem rady spolku Akademická YMCA a člen ediční rady pražského vydavatelství OIKOYMENH.

## Životopis
Trojan se narodil v Paříži českým rodičům (kteří zde byli na zkušené). Rodina se ale v roce 1929 přestěhovala zpět do Československa, takže školní léta již strávil v Čechách. Obecnou školu vychodil na Vinohradech a ve stejné čtvrti (ve Slovenské ulici) navštěvoval i gymnázium, které úspěšně zakončil maturitou v roce 1946 (na gymnáziu byl jeho spolužákem i Ladislav Hejdánek). Během války byl od ledna do dubna 1945 nasazen v Technische Nothilfe. Mezi lety 1946 a 1948 studoval pět semestrů na Vysoké škole obchodní. Vzhledem k tomu, že se účastnil protikomunistické demonstrace, byl v únoru 1948 vyloučen ze všech vysokých škol v Československu. Po odvolání byl však po půl roce opětovně na vysoké školy přijat. V únoru 1949 však přestoupil na Husovu evangelickou bohosloveckou fakultu. Za své nekonformní postoje byl ještě během studií povolán na tříletou vojenskou prezenční službu (od 1. ledna 1951 do 31. prosince 1953), kterou vykonal u Pomocného technického praporu (PTP) na Slovensku. Po ukončení vojenské služby dokončil v roce 1955 svá studia bohosloví.
V letech 1956 až 1974 byl farářem Českobratrské církve evangelické nejprve ve Kdyni na Šumavě (1956–1967) a poté ve sboru v Neratovicích–Libiši (1967–1974). V Libiši byl jedním z jeho farníků také Jan Palach, kterého po jeho sebeupálení i pochovával v lednu 1969 na Olšanských hřbitovech.
Od roku 1964 dálkově studoval na Vysoké škole ekonomické v Praze a toto studium ukončil s akademickým titulem inženýr v roce 1971. V roce 1970 navíc dokončil disertační prací nazvanou „Théma: člověk“ doktorandské studium na Evangelické teologické fakultě a získal titul ThDr. Roku 1974 mu však byl odebrán státní souhlas k výkonu duchovenské činnosti a živil se dále jako ekonom v pražských podnicích Řempo a Montáž, a to až do svého odchodu do důchodu v roce 1987. Během normalizace pořádal bytové semináře pro zájemce o teologii. V roce 1977 byl jedním z prvních, kteří podepsali Chartu 77, a roku 1978 se stal členem Výboru na obranu nespravedlivě stíhaných.
Po sametové revoluci roku 1990 ho tehdejší děkan Evangelické teologické fakulty na tuto školu pozval, aby zde působil jako učitel etiky. Trojan nabídku přijal a začal na škole vyučovat. Téhož roku se na škole spisem „Entfremdung und Nachfolge“ habilitoval a o rok později – v roce 1991 – se stal profesorem pro obor etiky. V letech 1990 až 1996 byl ve dvou po sobě následujících funkčních obdobích děkanem této fakulty a potom působil jako proděkan fakulty pro zahraniční styky.

## Rodina
V červenci roku 1950 se oženil s teoložkou Karlou Schwarzovou a její rodné příjmení podle staré evangelické tradice přijal do svého jména (podobně jako Tomáš Garrigue Masaryk). Roku 1954 se jim narodila dcera Blanka a roku 1956 syn Pavel, který je ředitelem Státní konzervatoře v Praze. Vnukem Jakuba S. Trojana je český skladatel a herec Pavel Trojan vystupující například v seriálech Dobrá čtvrť či Pojišťovna štěstí.

## Dílo
- TROJAN, Jakub Schwarz. Idea lidských práv v české duchovní tradici. Praha: OIKOYMENH, 2002.
- TROJAN, Jakub Schwarz. In difesa della politica. Bologna: Centro Studi Europa Orientale, 1981.
- TROJAN, Jakub Schwarz. Jan Kalvín: pět set let od narození. In: LOUŽEK, Marek. Praha: CEP – Centrum pro ekonomiku a politiku, 2009.
- TROJAN, Jakub Schwarz. Ježíšův příběh – výzva pro nás. Praha: OIKOYMENH, 2005.
- TROJAN, Jakub Schwarz. Jiskření a zážehy. Středokluky: Zdeněk Susa, 2004.
- TROJAN, Jakub Schwarz. Kontrasty a alternativy. Praha: OIKOYMENH, 2007.
- TROJAN, Jakub Schwarz. Krása vyvřelin. Středokluky: Zdeněk Susa, 2008.
- TROJAN, Jakub Schwarz. Moc v dějinách. Praha: OIKOYMENH, 1994.
- TROJAN, Jakub Schwarz. Moc víry a víra v moc. Praha: OIKOYMENH, 1993.
- TROJAN, Jakub Schwarz. Nepřeslechnutelná výzva: sborník prací k 100. výročí narození českého bohoslovce J. L. Hromádky 1889–1989. In:  Praha: Institut pro středoevropskou kulturu a politiku, 1990.
- BALABÁN, Milan; TROJAN, Jakub Schwarz. Putování k čirému. Středokluky: Zdeněk Susa, 2007.
- TROJAN, Jakub Schwarz. Rozhovory s pamětí. Středokluky: Zdeněk Susa, 2010–2011.
- TROJAN, Jakub Schwarz. Spravedlnost povznáší národ: bilance theologa uprostřed 90. let. Benešov: EMAN, 2002.